# 清水喜美子
清水 喜美子（しみず きみこ、1949年9月10日 - 2024年8月13日）は、脚本家。

## 来歴・人物
大分県中津市出身。
博多、京都、東京と北上し京都音楽文化協会勤務後、障害児・者専門の歯科診療所（京都府歯科医師会歯科サービスセンター）の歯科衛生士、自閉症児の家庭教師などを経て、1987年、シナリオライターとしてデビュー。
2006年からは、映画専門学校や脚本講座で指導を行っていた。
2024年8月13日、75歳で死去。

## 作品一覧

### テレビドラマ
- 木曜ゴールデンドラマ（日本テレビ）
  - 愛が見えるとき（1987年）
  - 女たちの結婚方程式（1988年）
  - 隣りの庭（1989年）
  - 再婚時代（1989年）
  - 愛さずにはいられない（1990年）
  - 嫁・姑 母は強し娘も強し（1991年）
  - 長崎物語 過去からの贈り物（1991年）
  - 嫁・姑・中姑（1991年）
- 七人の女弁護士 第2シリーズ第6話、第3シリーズ第6話（1991年・1993年、テレビ朝日）
- 月曜・女のサスペンス 加賀友禅殺人事件（1991年、テレビ東京）
- 火曜サスペンス劇場（日本テレビ）
  - 深夜の偶然（1991年） - 宮川一郎と共同脚本
  - 救急指定病院2（1994年）
- PLAY ALONE ひとりで見てネ! 第21話、第30話（1991年・1992年、TBS）
- 六つの離婚サスペンス さらば、いとわしきものよ（1992年、関西テレビ）
- 七つの離婚サスペンス 美しい朝（1993年、関西テレビ）
- 内海隆一郎・心の旅シリーズ 風花の町へ（1993年、関西テレビ）
- 家族の模型（1993年、関西テレビ）
- 朝の連続ドラマ（読売テレビ）
  - パパっ子ちゃん（1993年） - 橋本和子と共同脚本
  - のんの結婚（1993年） - 大久保昌一良と共同脚本
- サスペンス・明日の13章 白い空（1993年、関西テレビ）
- 火曜ドラマ（テレビ朝日）
  - お父さんは心配症（1994年） - 桃井章と共同脚本
  - 先生はワガママ（1994年） - 桃井章と共同脚本
- 三都結婚物語 第3話 奈良篇（1995年、関西テレビ）
- 金曜エンタテイメント おふくろシリーズ 第11作 - 第14作（1995年 - 1998年、フジテレビ）
- ダブルマザー（1995年、フジテレビ） - 桃井章と共同脚本
- 土曜ワイド劇場 殺意を抱く女たち!女秘書の誤算（1995年、テレビ朝日）
- ドラマ30（TBS）
  - 愛の産科（1996年） - 坂田義和と共同脚本
  - のんちゃんのり弁（1997年）
  - のんちゃんのり弁2（1998年）
- 幸福の予感 (1996年、フジテレビ） - 小森名津と共同脚本
- 名探偵保健室のオバさん 第7話（1997年、テレビ朝日）
- その時がきた（1997年、フジテレビ） - 梶本惠美と共同脚本
- はるちゃん2（1998年、フジテレビ） - 大久保昌一良と共同脚本
- '98杜の都恋物語 春菜17歳の決心（1998年、KHB）
- 愛の劇場（TBS）
  - 空への手紙（1999年）
  - よい子の味方（2004年） - 高橋ナツコと共同脚本
- '99杜の都恋物語 あなたは私の勇気になった（1999年、KHB）
- 女同士（2000年、フジテレビ） - 関根俊夫・田部俊行と共同脚本
- はるちゃん5（2001年、フジテレビ） - 深沢正樹・吉村ゆうと共同脚本
- 女と愛とミステリー ノサップ岬の女（2002年、テレビ東京）
- 幸せ咲いた〜結婚相談所物語〜（2003年、フジテレビ） - 渡辺善則と共同脚本
- 間寛平少年物語（2003年、関西テレビ）
- 関ジャニ∞ドラマスペシャル 約束（未放送（2005年放送予定→中止）、関西テレビ）

### 映画
- 箱の中の女2（1988年） - 小水一男（ガイラ）と共同脚本